# B-Juniorinnen-Bundesliga
Die B-Juniorinnen-Bundesliga war die höchste deutsche Spielklasse für weibliche U-17-Fußballmannschaften. Die Liga wurde im Jahre 2012 gegründet und bis zur Saison 2023/24 gespielt. Vorläufer der B-Juniorinnen-Bundesliga waren die B-Juniorinnen-Regionalligen in den Regionalverbänden West und Südwest, die seit der Saison 2009/10 existiert hatten, bzw. die höchsten Ligen der Landesverbände in den übrigen Regionalverbänden. 

## „Projekt Zukunft“ beendet Bundesliga
Der DFB hat 2023 im Zuge des Projekt Zukunft (weiblich) entschieden, nach zwölf Jahren die national höchste Juniorinnen-Fußballklasse zum Ende der Saison 2023/24 aufzulösen. Ab der Saison 2024/2025 soll die dreigleisige Bundesliga durch einen DFB-Vereinspokal, die Einrichtung von Förder- und Leistungszentren für Frauen (FLZW) und die Teilnahme an einem gemischten (m/w/d) regionalen Spielbetrieb ersetzt werden. 

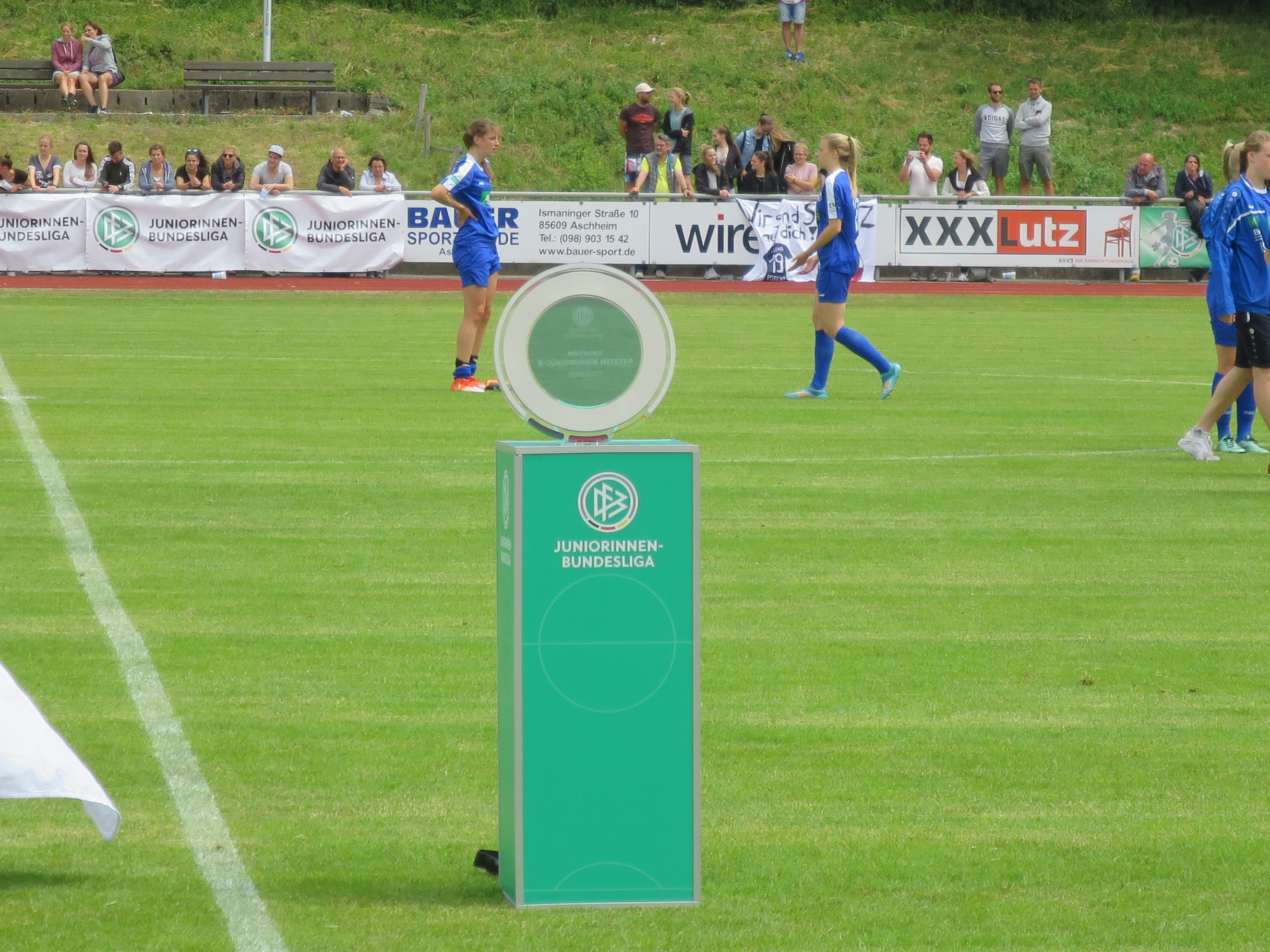
Meisterschale der B-Juniorinnen

## Modus
In den drei Staffeln Nord/Nordost (je fünf Mannschaften aus den jeweiligen Regionalverbänden), West/Südwest (acht und zwei Mannschaften aus den jeweiligen Regionalverbänden) und Süd starteten jeweils zehn Mannschaften. Die teilnehmenden Teams qualifizierten sich über die Regionalverbände für die neue Bundesspielklasse.
Jede Mannschaft spielte zweimal gegen alle anderen Mannschaften ihrer Staffel; einmal auf eigenem Platz und einmal auswärts. In jedem Spieljahr stiegen sechs Mannschaften in die B-Juniorinnen-Bundesliga auf. Innerhalb der Regionalverbände Süd, West/Südwest und Nord/Nordost wurden jeweils zwei Aufsteiger ermittelt. Am Ende der Spielrunde stiegen aus jeder der drei Staffeln der U-17-Juniorinnen-Bundesliga die zwei Vereine mit der geringsten Punktezahl und schlechtesten Platzierung in der Tabelle in die nächsttiefere Spielklasse des zugehörigen Regional- bzw. Landesverbandes ab.
Ihre jeweiligen drei Staffelsieger sowie einer der Vizemeister (nach Spielzeiten festgelegt; s. u.) trugen die Spiele im Rahmen einer Endrunde um die Deutsche U-17-Juniorinnen-Meisterschaft im Halbfinale im Hin- und Rückspiel-Modus aus; im Anschluss daran fand das Endspiel statt.
In den Spielzeiten 2012/13, 2013/14 und 2014/15 qualifizierten sich die Sieger der drei Staffeln der B-Juniorinnen-Bundesliga und der Zweitplatzierte der Staffel Süd (2012/13), West/Südwest (2013/14), bzw. Nord/Nordost (2014/15) für die Endrunde um die deutsche Meisterschaft der U-17-Juniorinnen. Ab der Spielzeit 2015/16 qualifizierten sich für die Endrunde die Sieger der drei Staffeln sowie ein Zweitplatzierter der B-Juniorinnen-Bundesliga, der nach einem bestimmten in der DFB-Jugendordnung festgelegten Punktesystem ermittelt wurde.
Dabei qualifizierte sich der Zweite derjenigen Staffel, die in drei vorhergehenden Spielzeiten die erfolgreichsten Teilnehmer der Endrunde stellte. Eine Staffel bekam in der Leistungstabelle drei Punkte für die Deutsche Meisterschaft, für die Endspielteilnahme zwei Punkte, für einen unterlegenen Halbfinalisten einen Punkt. Bezogen auf die Staffel, die zwei Teilnehmer gestellt hatte, wurden jedoch nur die Punkte des Bestplatzierten gewertet. Sollten zwei Staffeln die gleiche Punktzahl erreicht haben, entschied das Ergebnis der vorangegangenen Saison.

## Staffelsieger und Meister
| Saison     |                        | Nord/Nordost        | Süd                 | West/Südwest             |  | Deutscher Meister        |
| ---------- | ---------------------- | ------------------- | ------------------- | ------------------------ |  | ------------------------ |
| 2012/13    | 1. FFC Turbine Potsdam | 1. FFC Frankfurt    | FSV Gütersloh 2009  | FC Bayern München 1      |  |                          |
| 2013/14    | 1. FFC Turbine Potsdam | FC Bayern München   | SGS Essen           | FC Bayern München        |  |                          |
| 2014/15    | Werder Bremen          | 1. FFC Frankfurt    | FSV Gütersloh 2009  | 1. FFC Turbine Potsdam 2 |  |                          |
| 2015/16    | 1. FFC Turbine Potsdam | TSG 1899 Hoffenheim | FSV Gütersloh 2009  | 1. FFC Turbine Potsdam   |  |                          |
| 2016/17    | 1. FFC Turbine Potsdam | FC Bayern München   | 1. FC Köln          | FC Bayern München        |  |                          |
| 2017/18    | VfL Wolfsburg          | SC Freiburg         | 1. FC Köln          | VfL Wolfsburg            |  |                          |
| 2018/19    | VfL Wolfsburg          | SC Freiburg         | SGS Essen           | VfL Wolfsburg            |  |                          |
| 02019/20 3 | Hamburger SV           | SV Alberweiler      | SGS Essen           | kein Meister             |  |                          |
| 02020/21 4 | kein Meister           | kein Meister        | kein Meister        | kein Meister             |  |                          |
| 2021/22    | Hamburger SV           | Eintracht Frankfurt | FSV Gütersloh 2009  | Hamburger SV             |  |                          |
| 2022/23    | SpVg Aurich            | Eintracht Frankfurt | Bayer 04 Leverkusen | Bayer 04 Leverkusen      |  |                          |
| 2023/24    |                        | SpVg Aurich         | TSG 1899 Hoffenheim | Borussia Mönchengladbach |  | Borussia Mönchengladbach |